# Si-o-seh Pol
Most Allahverdi Kan (perzijsko پل اللهوردی خان), popularno znan kot Si-o-se-pol (perzijsko سیوسه‌پل, dob. 'most 33 lokov'), je največji od enajstih zgodovinskih mostov na reki  Zājande, največji reki Iranske planote, v Isfahanu v Iranu.
Most je bil zgrajen v začetku 17. stoletja, da bi služil kot most in jez. Je priljubljeno rekreacijsko zbirališče in je eden najbolj znanih primerov iranske safavidske arhitekture.

## Zgodovina
Si-o-se-pol je bil zgrajen med letoma 1599 in 1602 pod vladavino Abasa I., petega safavidskega šaha Irana. Zgrajen je bila pod nadzorom Allahverdi Kan Undiladzeja, vrhovnega poveljnika vojske, ki je bil gruzijskega porekla in je bil tudi poimenovan po njem.
Most je služil zlasti kot povezava med palačami elite, pa tudi kot povezava z vitalno mestno armensko četrtjo Now Jolfā (perzijščina نو جلفا‎ – Now Jolfā, جلفای نو – Jolfâ-ye Now; armenščina Նոր Ջուղա – Nor Jugha).
- Panoramska slika mostu

## Gradnja
Most ima skupno dolžino 297,76 m in skupno širino 14,75 m. Gre za obokani ločni most, ki ga sestavljata dve vrsti po 33 lokov, od koder izvira njegovo priljubljeno ime Si-o-se-pol, in je narejen iz kamna. Najdaljši razpon je približno 5,60 metra. Notranjost Si-o-se-pola je bila prvotno okrašena s slikami, ki so jih popotniki pogosto opisovali kot erotične.
Na začetku mostu je večja osnovna ploščad s čajnico, pod katero teče Zājande in je danes zapuščena.

## Galerija
- Risba Si-o-se-pol, Jean Chardin, 17. st..
- Čajnica ob Si-o-se-pol.
- Pogled na loke pod Si-o-se-pol.
- Si-o-se-pol v decembru 2015.
- Reka Zajande z mostu.
- Kip Allahverdi Kana pri mostu.
- Si-o-se-pol ponoči.
- Pogled na pešpot ponoči.
- April 2019, foto Bardia Moradi.